# Чеченці в Туреччині

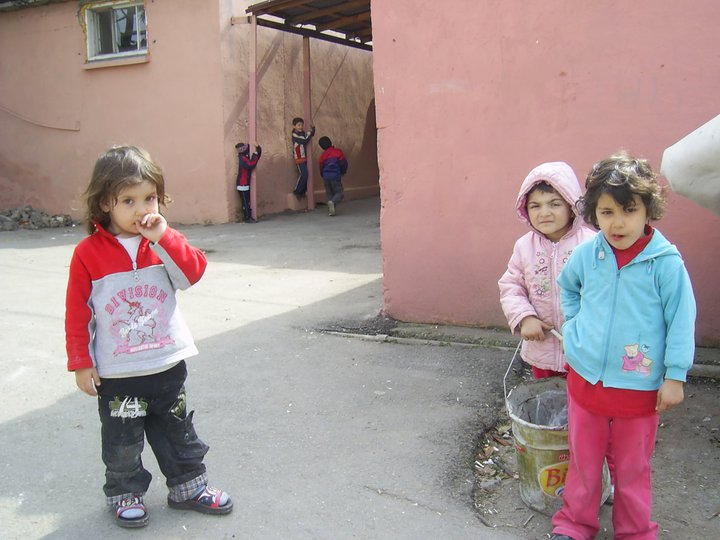
Чеченські діти у таборі біженців у Стамбулі

Чеченці в Туреччині (чеч. Туркойчура нохчий, тур. Türkiye Çeçenleri) — діаспора чеченців чисельністю близько 70 тисяч осіб. Чеченці в Туреччині переважно мусульмани.

## Історія
Чеченці переселилися до Османської імперії після Кавказької війни 1817—1864 та російсько-турецької війни 1877—1878 років як біженці.
Під час Другої чеченської війни 1999—2009 років до Туреччини прибули кілька тисяч чеченських біженців. Вони були поселені в таборах біженців у Стамбулі та Ялові. Сьогодні їх чисельність становить близько 1000 осіб.
У травні 2012 року в турецькому місті Сівас урядова делегація з Чечні взяла участь у відкритті Чеченського культурного центру. Під час цього візиту Сівас і Грозний були оголошені містами-побратимами.

## Розселення
Чеченські поселення в Туреччині:
- Ağaçlı (Агачли, також Анаварза) — провінція Адана.
- Alaçayır (Алачайир) — провінція Сівас.
- Altınyayla (Алтин-Яйла) — провінція Кахраманмараш.
- Aşağıborandere або Şeşen Jambotey (Ашагіборандере, Шешен-Джамботей) — провінція Кайсері.
- Aydınalan (Айдинанал, також Ісламсор) — провінція Карс.
- Bağiçi (Багичі́) — провінція Муш.
- Bozkurt (Бозку́рт) — провінція Муш.
- Canabdal (Джанабдал) — провінція Сівас.
- Çardak (Чардак) — провінція Кахраманмараш.
- Çınardere (Чінардере) — провінція Чанаккале.
- Çöğürlü (Чегюрлю, також Аринч) — провінція Муш.
- Demirköprü (Деміркепру) — провінція Сівас.
- Dikilitaş (Дікіліташ) — провінція Адана.
- Gücüksu / Behliöyl (Гюджюксу) — провінція Кахраманмараш.
- Kahvepınar (Кахвепінар) — провінція Сівас.
- Karalık (Каралик) — провінція Йозгат.
- Kazancık (Казанджік) — провінція Сівас.
- Kesikköprü (Кесіккепру) — провінція Йозгат.
- Kıyıbaşı / Arıncık (Кийибаши́ / Аринджік) — провінція Муш.
- Serinova (Серинова) — місто в провінції Муш. Чеченці населяють район Айдінгюн, інші райони (Бакирджилар, Чагдаш та Хюррієт) населяють курди.
- Yenigazi (Єнігазі) — провінція Карс.
- Tepeköy (Тепекей) — провінція Муш.
- Ulusırt (Улуси́рт) — провінція Муш.
- Yukarıhüyük (Юкарихюйюк) — провінція Сівас.

## Відомі представники діаспори

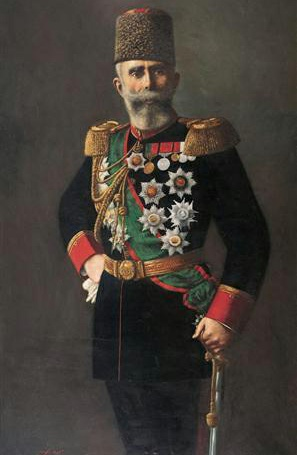
Махмуд Шевкет-паша.

Одним із найвідоміших представників діаспори був Махмуд Шевкет-паша (1856—1913) — військовий та політичний діяч Османської імперії, великий візир Османської імперії. Нащадком вихідців із Чечні був і Шахін Бей (справжнє ім'я Мухьаммад Саӏід) — народний герой Туреччини, захисник міста Антеп. Генерал армії Довхан Гуйреш був командувачем турецької армії у 1990-х роках, з 1994 року депутат Парламенту Туреччини. Чеченське коріння мав начальник генерального штабу армії Туреччини в 1990—1994 роках Гурес Доган. Чеченці є і серед турецької інтелігенції. Одним із них є письменник Тарік Джемал Кутлу — публіцист, перекладач, професор, колишній відповідальний секретар журналу «Kuzey Kafkasya» — «Північний Кавказ» (1970—1978 роки).